# Valium Era
Valium Era (Abk. VE) ist ein von phiL gegründetes Rhythm-’n’-Noise-Musikprojekt aus dem Jahre 2006.

## Geschichte
Valium Era wurde 2006 von phiL in Niedersachsen gegründet. Die ersten Resultate wurden Ende 2006 als Gehirnmatsch-DEMO auf 20 CDs gebrannt und während der Veranstaltung Schattentanz im Mark4 in Zetel verteilt. Einzelne Stücke wurden auch online auf Myspace veröffentlicht. Die Resonanz war durchweg positiv, und somit wurden weiter virtuelle Knöpfe gedreht. Nach einer kurzen kreativen Pause veröffentlichte phiL 2008 drei EPs, die sich von sehr technoidem Sound bis hin zu Rhythm ’n’ Noise verschiedenen Genres widmeten. Die Nachfrage an neuem Material wurde so groß, dass im selben Jahr das erste Album mit dem Titel Valium Era unter Eigenregie veröffentlicht wurde. 
2009 ging es direkt mit der Veröffentlichung der Single Tanz im Kopf weiter. Während der Veröffentlichung von zwei weiteren EPs wurde fleißig an einem neuen Album gearbeitet, das unter dem Namen Mutation Ende 2009 den Weg in die CD-Regale der Fans schaffte. Ebenso fanden die Songs Cyber Gossip und Tanz im Kopf v2 ihren Weg auf die bekannten Sampler Extreme Sündenfall 8, beziehungsweise auf die CD zur 50. Ausgabe des Magazins Orkus. 
Im September 2009 stand Valium Era im Rahmen der Veranstaltung Eat My Noisy Beats zum ersten Mal Live vor Publikum.
Bis 2013 folgten weitere Remixarbeiten (u. a. für Weena Morloch und Vault-113), sowie weitere Samplerbeiträge (u. a. Extreme Störfrequenz 5 und 7, sowie Aderlass Vol. 7).
Anfang 2013 unterschrieb Valium Era einen Vertrag bei dem Independent-Label Future Fame und veröffentlichte Mutation Reloaded, eine Wiederveröffentlichung des ausverkauften Albums Mutation mit überarbeiteten Songs, sowie einigen Remixen von z. B. Vault-113, Incubite und Sleetgrout.

## Diskografie

### Alben
- 2006: Gehirnmatsch (Demo, 20 Stück, Eigenvertrieb)
- 2008: Valium Era (25 Stück, Eigenvertrieb)
- 2009: Mutation (50 Stück, Eigenvertrieb)
- 2013: Mutation Reloaded (Future Fame)[2]

### EPs
- 2008: DirtyTalk (kostenloser Download)
- 2008: Volle Deckung (kostenloser Download)
- 2008: Tod: Das Spiel (kostenloser Download)
- 2009: Personified Perfection (kostenloser Download)
- 2009: Chromosome: VE (kostenloser Download)
- 2010: Ich mach den Krach! (kostenloser Download)
- 2012: Fcuk You (50 Stück, Eigenvertrieb)[1]

### Singles
- 2009: Tanz im Kopf (kostenloser Download)

### Sampler-Beiträge
- 2008: Tanz im Kopf – Black Demon Radio Sampler 2
- 2009: Cyber Gossip – Extreme Sündenfall 8[3]
- 2009: Tanz im Kopf v2 – Orkus-Magazin, Ausgabe 50
- 2010: Tanz im Kopf v2 – Aderlass Vol. 7[3]
- 2010: Human Evolution – Extreme Störfrequenz 5[3]
- 2012: Sexplosion – Extreme Störfrequenz 7[3]
- 2014: Antibody – Abby Compilation 4.1[3]

## Reviews
Orkus-Magazin, Ausgabe 50 (Juni 2009):

„Die volle Dröhnung elektronischer Frequenzen liefert Valium Era. Das niedersächsische Industrial Electro-Solo-Projekt macht keine Gefangenen und bietet ein Clubinferno der markigen Sorte: zermalmende Beats als Grundgerüst, dazu aufpeitschende Sequenzen und originelle Samples – ja selbst Anno 2009 gibt es das noch! Seit Ende 2006 in den Weiten stampfender Rhythmik unterwegs, zeigt Tanz im Kopf v2 überdeutlich, dass mit Valium Era zukünftig zu rechnen ist!“

Grave Concerns E-Zine (Ausschnitt zur Rezension zum Album Mutation Reloaded):

„The album is seriously greedy producing some of the most powerful sounds to embellish the aural with unrelenting beats and rabid apocalyptic rhythms soaked in caustic flavours that simply engages with adrenalin infused bite from its very core. All in all this is one fiery colossal array of tech-noise and electro power infused with hearty samples and well worth getting your ears around. It shows no mercy and will incite the senses just as easily as the sounds manipulating them with irresistible hooks, groove, melodies and rhythms that when mixed together in this way, gives the listener something good to get their teeth into and the cyber freaks something to move to. It is short of absolutely nothing what so ever and you can’t go wrong when you listen to its rampaging vibrancy – now all you have to do is press play – Enjoy!“